# Aniuska A. Kazandjian
Aniuska A. Kazandjian (1964) es una botánica, y profesora venezolana. En 1985 obtuvo su licenciatura en biología, con la defensa de la tesis. Desarrolla actividades académicas como profesora agregada, en el "Laboratorio de Sistemática de Plantas", de la Universidad Simón Bolívar.
Ha realizado estudios de biodiversidad de plantas marinas en el Real Jardín Botánico de Sídney, con la aplicación de técnicas de taxonomía molecular

## Líneas de investigación
- Filogenia y estudios poblacionales de géneros representativos de Venezuela sobre la base de sus datos morfológicos y moleculares. Y efectúa revisiones de géneros de la familia Loranthaceae

- Cambios anatómicos en plantas sometidas a diferentes estreses. Proyecto en cambios anatómicos en hoja y raíces en especímenes de Wedelia sometidas a diferentes concentraciones de cadmio

También opera como curadora en el fortalecimiento del Herbario del "Museo de Ciencias Naturales", de esa alta casa de estudios, como un centro de investigación de la biodiversidad en Venezuela

## Publicaciones
- aniuska Kazandjian, virginia Shepherd, Mauricio Rodriguez-Lanetty, wiebke Nordemeier, anthony w.d Larkum, rosanne Quinnell. 2008. Isolation of symbiosomes and symbiosome membrane complex from the zoanthid, Zoanthus robustus. Phycologia 47 (3): 249-306

- rosanne Quinnell, aniuska Kazandjian, natalie Vella, anthony Larkum. 2006. Preliminary observations of dividing symbiosome in Zoanthus robustus, using fluorescent dyes to examinate membrane in hospitate. Memories of the 5 th International Symbiosis Society Congress, Viena, Austria

- aniuska Kazandjian, peter Wilson. 2005. Reassessment of Indigofera pratensis var. angustifoliola Domin (Fabaceae: Faboideae) with the recognition of a new species. Telopea 11 (1): 43-51

- m. Quinnell, m. Rodriguez-Lanetti, a. Kazandjian, a. Salih, g. Cox, a.w.d. Larkum. 2004. Isolation of intact Zoanthus-Symbiodinium symbiosomes and associated membrane proteins. En: van der Est & D. Bruce (eds.) "Photosynthesis: Fundamental Aspects to Global Perspective”. Vol VII: Kluwer Academic Plublishers, Países Bajos

- m Castrillo, d. Fernández, p. Fernández, b. Molina, a. Kazandjian. 1996. Metabolismo del nitrógeno en Phaseolus vulgaris bajo déficit hídrico. Turrialba 40 (4): 515-519

- m Castrillo, a. Fariña, c. Donoso, n. Suárez, a. Kazandjian. 1995. Some photosynthetic indicators in leaves at different ages of two bean varieties. I chlorophylls, soluble sugars and protein content. En: P. Mathis (ed.) “Photosynthesis: from Light and Biosphere”. Vol V: 857-860. Kluwer Academic Plublishers, Países Bajos

### Libros
- aniuska Kazandjian. 2002. The Indigofera pratensis complex (Fabaceae): morphological and molecular approaches. Editor	James Cook University, 404 pp.

## Honores
Miembro de
- "Asociación Venezolana para el Avance de la Ciencia"

- La abreviatura «Kazandj.» se emplea para indicar a Aniuska A. Kazandjian como autoridad en la descripción y clasificación científica de los vegetales.[4]